# Eurymedon-Kanne
Die Eurymedon-Kanne (auch Perser-Kanne) ist eine um 460 v. Chr. in Athen hergestelltes bemaltes griechisches Keramikgefäß. Es handelt sich um eine Oinochoe (Weinkanne).
Dargestellt sind in rotfiguriger Technik ein Perser und ein Grieche, letzterer ist im Begriff den Perser anal zu vergewaltigen. Neben dem Griechen steht die Inschrift „Ich bin Eurymedon“ („Εὐρυμέδον εἰμ[ί]“), was als Bezug zur Schlacht am Eurymedon gesehen wird, bei der die Truppen des Attischen Seebunds die Perser schlugen.
Zugeschrieben wurde die Vase durch Konrad Schauenburg dem Umkreis des Triptolemos-Malers. Das Gefäß befindet sich seit 1981 im Museum für Kunst und Gewerbe in Hamburg (Inv.-Nr. 1981.173).